# Marek Starybrat
Marek Starybrat (ur. 26 kwietnia 1976 w Wałbrzychu) – polski dziennikarz telewizyjny i radiowy.
Jako licealista otrzymał angaż w lokalnej rozgłośni radiowej w Wałbrzychu (Radio BRW 101,1 fm – obecnie RMF Maxxx Wałbrzych), gdzie w ciągu pół roku awansował na stanowisko szefa muzycznego stacji. Po maturze wyjechał na studia do Wrocławia i po jakimś czasie podjął pracę w tamtejszym Radiu Kolor.
W 1998 wygrał konkurs na prezentera Radia Zet. Początkowo prowadził pasmo nocne, później popołudniowe. Z czasem zaczął występować jako „support” (od 5.00 do 7.00 rano) porannego programu „Dzień dobry bardzo” Wojciecha Jagielskiego, aby następnie tworzyć go samodzielnie (w wakacje 2002, 2003 i 2004 – „Upalne dzień dobry bardzo”, a od 6 września 2004 przez cały rok). Od 10 kwietnia 2007 prowadził program „Dzień dobry bardzo” wraz z Jarosławem Budnikiem, potem od września 2009 z Anną Dziewit, a od 26 kwietnia do 3 września 2010 prowadził poranek sam. Od 6 września 2010 prowadził poranny program wspólnie z Marzeną Chełminiak i Marcinem Sońtą.
W 2008 prowadził w TVP1 program „Kandydat”. Od marca 2010 w Polsat Café był gospodarzem programu „Z tyłu sceny”, gdzie zdradzał sekrety związane ze sławą polskich gwiazd. Od kwietnia do czerwca 2011 prowadził w TVP2 program „Po zmierzchu”.
W 2011 wraz z Marzeną Chełminiak i Marcinem Sońtą został nominowany w studenckim plebiscycie MediaTory w kategorii AkumulaTOR.
31 sierpnia 2015 Radio Zet poinformowało o zakończeniu współpracy z Markiem Starybratem.
Od listopada 2015 pracował w Rock Radiu, gdzie do grudnia 2016 prowadził audycję popołudniową „Chyba Twój stary”, a od stycznia do lipca 2017 poranny program „Powstanie Rock Radia”. Od lutego 2019 roku jest szefem redakcji i jednym z prowadzących poranną audycję w Radiu Zachód.
W kwietniu 2022 wrócił do Radia ZET, gdzie razem z Robertem Motyką do czerwca 2023 roku prowadził poranną audycję Dzień dobry bardzo. Od września 2023 poranny program w Radiu ZET razem ze Starybratem prowadzą Kamil Baleja i Bartosz Gajda.